# 鲍里斯·苏瓦林
鲍里斯·苏瓦林（1895年11月1日—1984年11月1日），原名鲍里斯·康斯坦丁诺维奇·利夫希茨，是法国的一个马克思主义者、共产主义活动家、随笔作家和记者。
苏瓦林出生在俄罗斯帝国基辅的一个犹太人家庭。1897年，苏瓦林一家搬到巴黎。他曾接受过珠宝设计的培训。
14岁时，苏瓦林在一家航空工厂当学徒，期间接触到法国社会主义运动，开始参加让·饶勒斯主持的集会。
1914年第一次世界大战爆发后，他被动员加入法国军队。1915年3月，他的哥哥在前线阵亡。
战争促使苏瓦林投身政治和反军国主义运动。1916年，他加入工人国际法国支部，并开始为反战的社会主义少数派的出版物《人民报》撰稿，文章署名为“苏瓦林”——这一笔名源于他借用埃米尔·左拉小说《萌芽》中的一个角色，此后他便一直沿用此名。
1920年，他参与创建法国共产党。曾连续三年在共产国际三大主要机构任职。他与弗拉基米尔·列宁和列夫·托洛茨基保持密切通信，直到他们去世。
由于他的反传统立场和对约瑟夫·斯大林的批评，他在1924年脱离法共。在接下来的几十年里，苏瓦林继续以著名苏联问题专家和反斯大林主义者的身份从事出版工作。他还是社会历史研究所的创始人，兼任作家、历史学家、出版人和记者。1926年，他建立左翼团体“马克思和列宁共产主义圈子”（1930年12月1日，改名为“民主共产主义圈子”），一直维持到1934年。1935年，他完成首部约瑟夫·斯大林的传记《斯大林：布尔什维克主义历史概述》并出版。